# Klimontów (Sainte-Croix)
Pour les articles homonymes, voir Klimontów.
Klimontów est un village en Pologne dans la voïvodie de Sainte-Croix, siège de la gmina de Klimontów.